# Pacto de no agresión germano-polaco

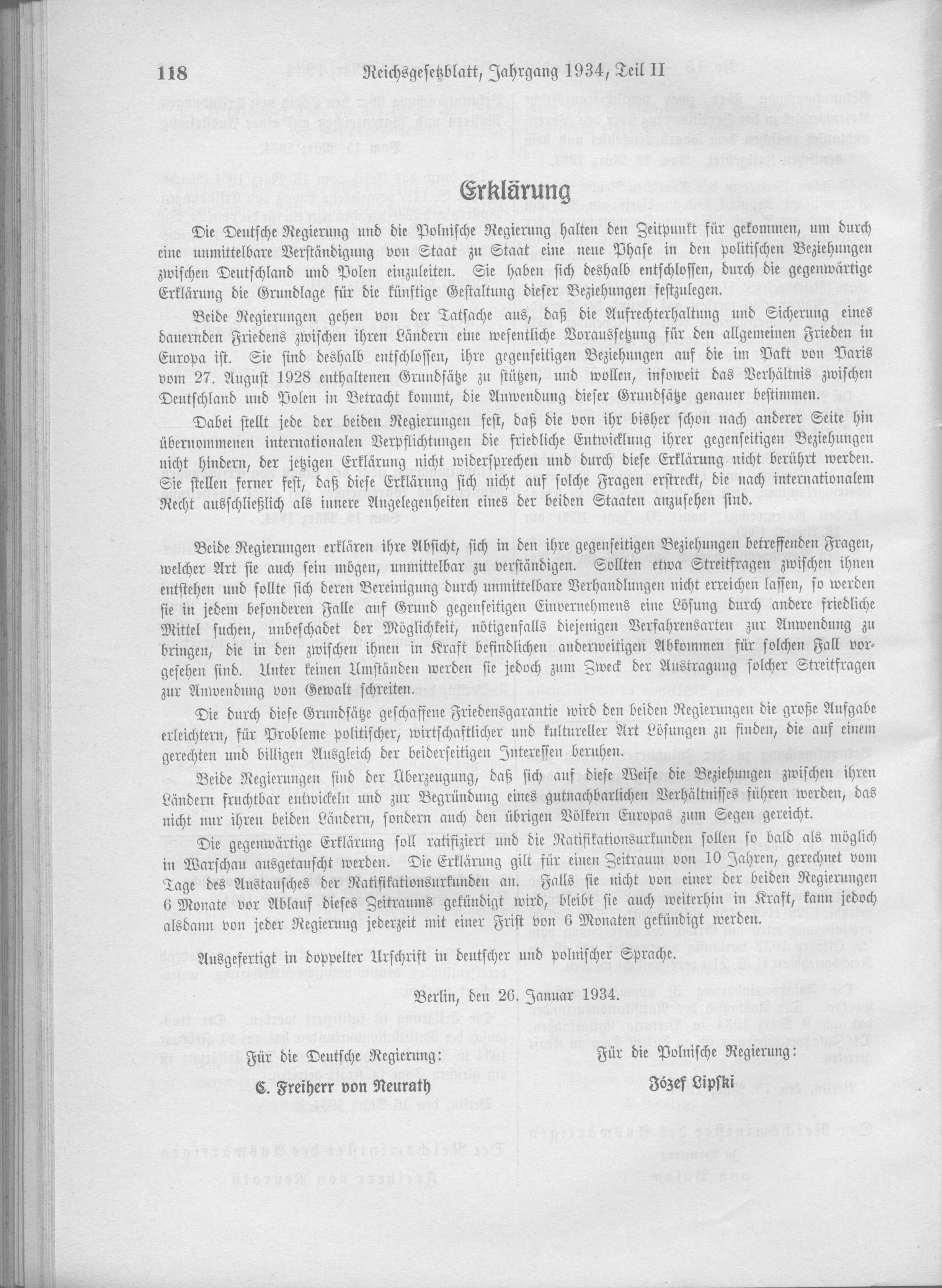
Texto del tratado en alemán.

El pacto de no agresión germano-polaco (pacto Pilsudski-Hitler) fue un acuerdo firmado entre la Alemania nazi y el régimen del mariscal polaco Józef Piłsudski el 26 de enero de 1934 que calmó las tensas relaciones entre Polonia y Alemania y dio paso a un lustro de relaciones más estrechas entre ambas naciones hasta que Hitler, tras la crisis de Múnich del otoño de 1938, reactivó el conflicto con Polonia exigiendo concesiones territoriales en el invierno y la primavera de 1939. El acuerdo fue un símbolo del debilitamiento del sistema de alianzas francés en Europa oriental diseñado para frenar el poderío alemán.
Las relaciones entre el Estado polaco resurgido tras la Primera Guerra Mundial y Alemania habían sido malas. Esta reclamaba la devolución de los territorios cedidos a Polonia tras la guerra y, desde mediados de la década de 1920, mantuvo un conflicto aduanero con su vecina. El empeoramiento de la situación económica con el advenimiento de la Gran Depresión y la crisis política en Alemania agudizó la tensión entre ambos países. En Alemania los partidos políticos utilizaban propaganda revisionista en las elecciones, cada vez más frecuentes, mientras que Polonia se negaba a ceder sus derechos o territorios para apaciguar a aquella. La llegada de Hitler al poder aumentó temporalmente la tensión, pero, desde el punto de vista polaco, supuso un cambio que permitía un acuerdo con Alemania que normalizase las relaciones y evitase el conflicto: a diferencia de los Gobiernos anteriores, Hitler tenía otras prioridades que enfrentarse inmediatamente con Polonia o reclamar los territorios perdidos en la contienda. Su interés por consolidar su poder en Alemania y tratar de extender su control a Austria favorecieron el acuerdo con Pilsudski quien, por su parte, deseaba mejorar las relaciones con Alemania para mejorar el comercio bilateral y evitar posibles concesiones impuestas por Francia y las potencias, aparentemente dispuestas a aplacar a Alemania a costa de Polonia. El debilitamiento de la alianza franco-polaca decidieron finalmente a Pilsudski a buscar el acuerdo con Hitler mediante una combinación de amenazas militares públicas y negociaciones privadas, que fructificaron en el pacto de no agresión en 1934.

## Antecedentes

### Tensión germano-polaca
Desde el resurgimiento de Polonia como nación independiente a finales de 1918, Alemania se había opuesto al nuevo país. El propio jefe del Estado mayor alemán entre 1920 y 1926, el general Hans von Seeckt, declaró en un memorándum al Gobierno en 1922:

La existencia de Polonia es intolerable e incompatible con las necesidades vitales de Alemania. Debe desaparecer y lo hará por su debilidad interna y la acción de Rusia, con nuestra ayuda. Polonia resulta aún más insoportable para Rusia que para nosotros: Rusia no puede tolerar su existencia. Con Polonia caería uno de los principales pilares del Tratado de Versalles, el predominio francés. Lograr este objetivo debe ser uno de los fines de la política alemana porque se puede conseguir.

El ministro de Asuntos Exteriores alemán a finales de la década de 1920, Stresemann, declaró en 1927:

Mientras quede un alemán vivo, nunca aceptará las disposiciones del Tratado de Versalles relativas a Danzig y el «corredor».

Los repetidos intentos polacos de mejorar las relaciones manteniendo las fronteras intactas fracasaron reiteradamente. Polonia trató de protegerse de la animadversión alemana mediante una alianza con Francia.

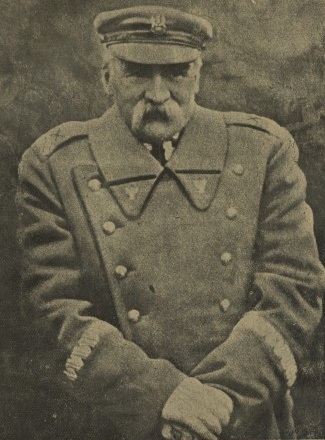
El mariscal polaco Józef Piłsudski, que trató de normalizar las tensas relaciones germano-polacas ante la falta de apoyo franco-británico para oponerse a Hitler.

Fronteras polacas en entreguerras y territorios en disputa con Alemania y Checoslovaquia (a cuadros).

Hasta mediados de 1933, la política alemana hacia Polonia había sido hostil. Alemania reclamaba la revisión del Tratado de Versalles acerca de Danzig (de población abrumadoramente alemana), el «corredor» polaco y la partición de Silesia. Alemania exigía la devolución de estos territorios antes de plantearse regularizar las relaciones bilaterales. Ningún Gobierno polaco estaba dispuesto a conceder estas exigencias, que hubiesen convertido al país en dependiente económica y políticamente de su vecino.
Desde 1925 ambos países habían mantenido una disputa arancelaria con la que Alemania había tratado de someter a Polonia. Abundó además en el periodo la propaganda revisionista alemana. La Sociedad de Naciones recibió numerosas quejas de la minoría alemana en Polonia y de la Ciudad libre de Dánzig, que sostuvo al tiempo frecuentes disputas con el Gobierno polaco.
En 1932, con el agravamiento de la crisis económica en Alemania, creció aún más la campaña revisionista contra Polonia. En la primavera de 1932 los alemanes acusaron a los polacos de planear la invasión de la Ciudad Libre de Danzig y de Prusia Oriental. La elección presidencial y las dos elecciones parlamentarias de ese año agudizaron el uso de propaganda revisionista por todos los partidos políticos alemanes. Las discretas entrevistas del embajador polaco con representantes de las principales formaciones políticas le convenció de que la mejora de relaciones solo era posible al precio de concesiones territoriales. La tensión en Alemania, sin embargo, fue considerada por el mariscal polaco no como una amenaza, sino como un signo de creciente debilidad que favorecería a Polonia.
El 14 de junio de 1932, Piłsudski envió un destructor polaco a Danzig con la excusa de visitar a una flotilla británica que se hallaba en la ciudad, con el objetivo de mostrar su decisión de mantener las cláusulas de Versalles, entre las que se encontraba la representación internacional de la ciudad, aumentando todavía más la tensión con el Gobierno de Danzig y Alemania.
La llegada al poder de Hitler llevó a un aumento de la tensión. Entre las primeras declaraciones de Hitler como canciller en febrero de 1933 hubo expresiones revisionistas que alarmaron a la prensa, aunque menos a Piłsudski. La campaña electoral en marzo llevó a nuevas declaraciones revisionistas en Alemania.
En Danzig, el 15 de febrero de 1933, el senado de la ciudad comunicó al Gobierno polaco su intención de sustituir la policía portuaria, bajo control mixto, por su propia policía, a pesar de las protestas del representante polaco. Como respuesta, al día siguiente de las elecciones en Alemania, Piłsudski reforzó ilegalmente la guarnición de Westerplatte, como advertencia a Danzig y a Alemania, y se sucedieron las manifestaciones antialemanas en todo el país. Tras varios días de gran tensión internacional, el 13 de marzo de 1933 se volvió a la situación anterior a febrero gracias a la mediación de la Sociedad de Naciones, pero Alemania apreció la disposición polaca a oponerse a medidas unilaterales o de fuerza.
Los polacos fingieron estar dispuestos a llevar a cabo una guerra preventiva contra Hitler en alianza con los franceses. La actitud polaca llevó a Hitler a tratar de alcanzar un acuerdo con el Gobierno polaco.

### La alianza franco-polaca, la actitud británica y la política de equilibrio

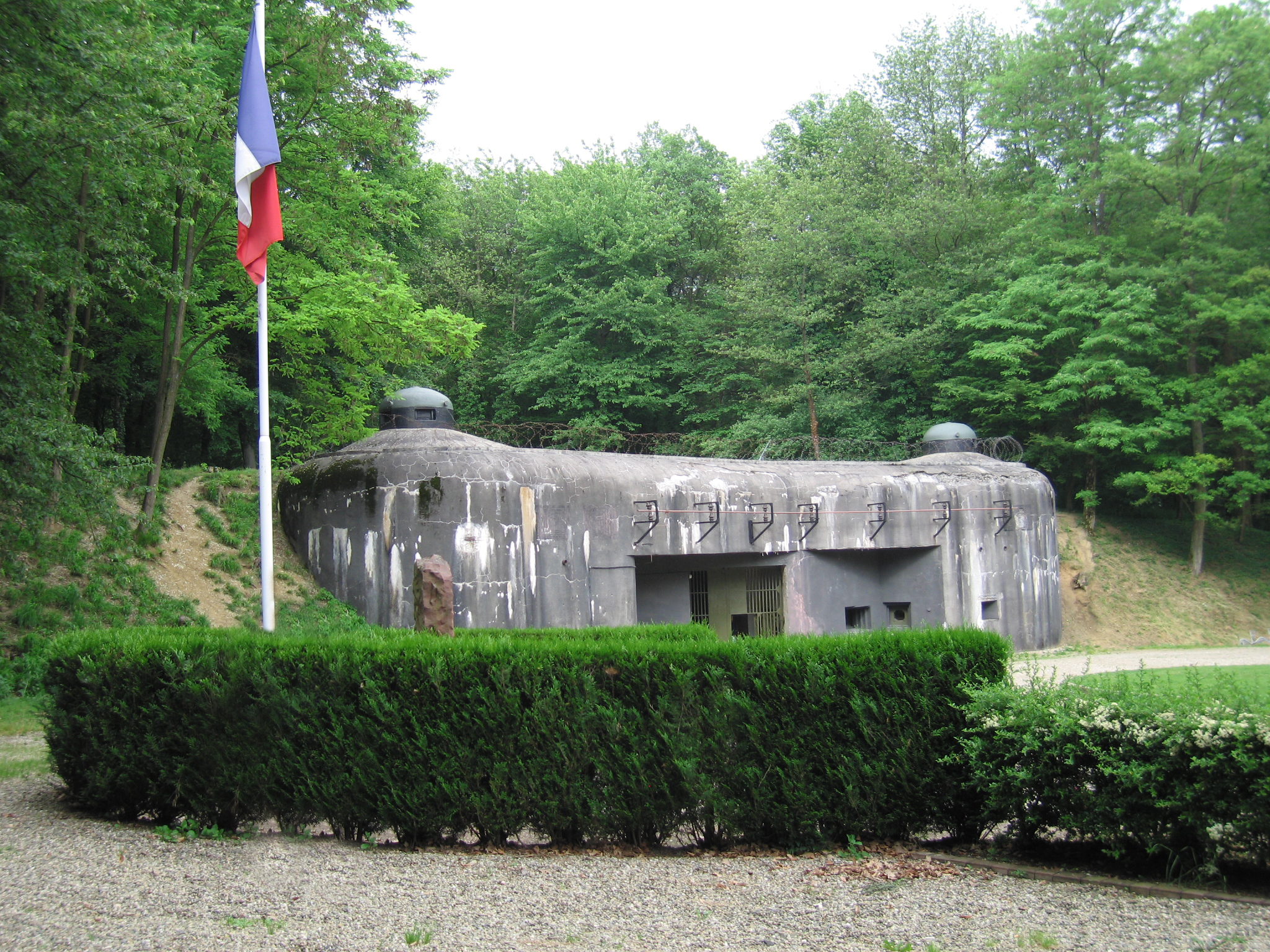
Búnker de la línea Maginot, símbolo de la política defensiva francesa que disgustó a Polonia.

La alianza franco-polaca, basada en un acuerdo político y militar firmado en febrero de 1921, comenzó pronto a debilitarse. En 1921-1922 los franceses no lograron el respaldo británico a su alianza con los polacos. Gran Bretaña mantuvo su negativa a involucrarse en el sistema de alianzas francés en Europa oriental o a ofrecer una garantía general de todas las fronteras trazadas en 1919. Francia, convencida de la necesidad del apoyo británico para mantener su seguridad frente a Alemania, comenzó a partir de 1924 a desarrollar una política que lograse dicho apoyo, postura facilitada por la política exterior alemana durante el periodo del ministerio de Gustav Stresemann, que buscaba la estabilidad en la frontera occidental mientras propugnaba la revisión en la oriental. Los intentos polacos de lograr una garantía equivalente al Tratado de Locarno para la frontera oriental alemana con apoyo francés fracasaron.
Entre 1925 y 1934 se repitieron los intentos franceses de reducir su compromiso de apoyo a su aliado polaco. Francia buscaba un entendimiento con Alemania a la vez que trataba de rebajar sus obligaciones hacia Polonia. Los intentos polacos de aclarar el apoyo francés en caso de enfrentamiento con Alemania a finales de los años veinte fueron infructuosos. Tras la retirada francesa de Renania, vista en Polonia como un paso que dificultaba un posible auxilio en caso necesario, el comienzo de la línea Maginot en 1930 —símbolo de la estrategia defensiva francesa— aumentó el disgusto polaco.
Se sucedieron las declaraciones francesas a favor de las concesiones territoriales de Polonia a Alemania, se intentó un acuerdo bilateral (finalmente fallido) entre Francia y Alemania en 1932 y, a finales de ese año, Gran Bretaña y Francia aceptaron el principio de igualdad armamentística para Alemania (11 de diciembre de 1932), a pesar de las protestas polacas. El 31 de enero de 1927, se había disuelto la Comisión Aliada de Control, encargada de supervisar el desarme alemán, no por haberse producido este, sino por haberse alcanzado un acuerdo sobre el pago de compensaciones de guerra entre británicos, franceses y alemanes. Francia deseaba llevar a la Sociedad de Naciones las infracciones sobre rearme de Alemania, pero no sin apoyo británico, y no podía contar con este. Gran Bretaña se negó a contemplar el obligar a Alemania a cumplir las cláusulas sobre rearme por la fuerza o mediante sanciones económicas.
El 2 de noviembre de 1932, y con el objetivo de dar mayor independencia a la política exterior polaca respecto de la Sociedad de Naciones, Francia y Gran Bretaña, Piłsudski sustituyó al ministro de Asuntos Exteriores por uno de sus más leales colaboradores, el coronel Józef Beck, anterior subsecretario de Estado del ministerio. Inmediatamente, el lugarteniente de Beck, el secretario de Estado de Asuntos Exteriores conde Jan Szembek, fue despachado a París a valorar el estado de la política francesa y urgir más actividad frente a Alemania, a la vez que, pasando por Berlín, advertía al Gobierno alemán del posible empeoramiento de las relaciones, en balde. Piłsudski consideraba que Francia se mostraba cada vez más débil, cedía en demasía ante Gran Bretaña y se estaba tornando un aliado poco fiable. Ante esto, optó por tratar de mejorar las relaciones con alemanes y soviéticos, los dos grandes países vecinos de Polonia, manteniendo entre ambos una política de equilibrio, que debía ser en lo posible independiente de las demás potencias.
Para mejorar la relación polaco-soviética Piłsudski no tuvo más que responder a las propuestas de acercamiento de los soviéticos, firmando el 9 de febrero de 1929 un primer acuerdo, el «protocolo Litvínov» y, más tarde, el 25 de julio de 1932, tras largas negociaciones, un pacto de no agresión. La relación con Alemania, por el contrario, no fue tan sencilla de rectificar y había empeorado incluso al agravarse la Gran Depresión.
El 16 de marzo de 1933, recién resuelta temporalmente la tensión con Danzig, el primer ministro británico Ramsay MacDonald propuso, con la intención de salvar del fracaso las conversaciones sobre desarme, un plan que reforzaba militarmente a la URSS y a Alemania, algo inaceptable para el Gobierno de Varsovia. Dos días más tarde, Mussolini propuso su plan de las Cuatro Potencias que, aunque quedó sin ratificar, causó gran disgusto en Polonia, excluida del grupo de potencias. El pacto había contenido en su propuesta inicial italiana la posibilidad de rectificaciones territoriales, que el Gobierno polaco interpretó negativamente, amenazando con abandonar la Sociedad de Naciones.

## Las negociaciones

### Primeros contactos

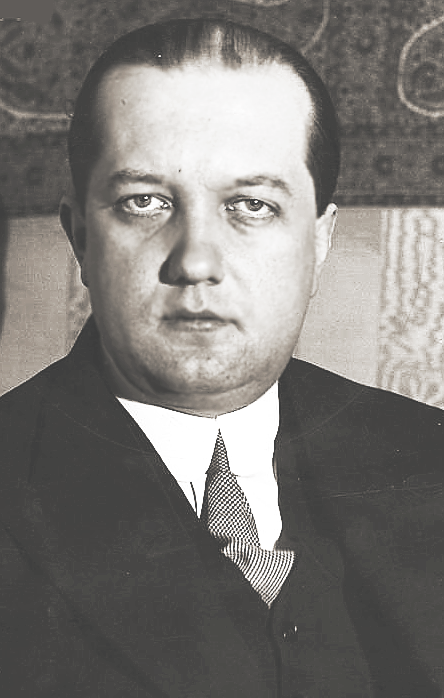
Józef Lipski, embajador polaco en Berlín, firmó el pacto de no agresión en nombre de su país a comienzos de 1934.

Ante la creciente tendencia al apaciguamiento de Alemania como simbolizaba el Pacto de las Cuatro Potencias, Piłsudski decidió clarificar las relaciones germano-polacas antes de que las concesiones a aquella lo hiciesen imposible. La mala situación económica polaca, agravada por la falta de inversiones extranjeras por la continua tensión con Alemania y el escaso comercio con esta, también parecían aconsejar el acercamiento. La llegada al gobierno alemán de un canciller que por primera vez parecía desear la mejora de relaciones con Polonia, concentrar su interés en Austria y no en Polonia, y oponerse al anterior entendimiento germano-soviético, también favorecía el objetivo. Para ello Piłsudski llevó a cabo una estrategia doble: a los contactos secretos con Hitler añadió una campaña pública de amenaza de uso de la fuerza.
En abril aún no se pudieron comenzar las conversaciones, al haber aumentado la rivalidad entre los dos países por una serie de incidentes. La embajada alemana en Varsovia necesitó protección extraordinaria para evitar altercados ante las manifestaciones ininterrumpidas. Corrieron rumores de un posible ataque preventivo polaco contra Alemania, de una movilización parcial y, el 21 de abril, 35 000 soldados desfilaron en traje de campaña ante el mariscal polaco en Vilna. En Berlín creció la preocupación por la actitud belicosa en Polonia. El deseo de Piłsudski de tratar directamente con Hitler y evitar al ministerio alemán de Asuntos Exteriores, tradicionalmente hostil a Polonia, tampoco fue aún posible, y el embajador polaco en Berlín, consciente de la debilidad del canciller ante sus socios nacionalistas ultraconservadores, lo desaconsejó. A pesar de los intentos polacos, Hitler no concedió una audiencia hasta el 28 de abril, que fue pronto pospuesta para unos días más tarde.
El 2 de mayo de 1933, tras una reunión entre Hitler y el embajador polaco, los dos Gobiernos publicaron una declaración en la que renunciaban al uso de la fuerza para resolver sus disputas, con la intención de calmar la tensión. La reacción exterior a la declaración conjunta fue ambigua, temiendo el embajador francés que Polonia se hubiese mostrado dispuesta a aceptar la anexión alemana de Austria a cambio del acuerdo con Berlín.

### Mejora de relaciones en el verano de 1933
Piłsudski, sin embargo, aún no había optado definitivamente por un acuerdo con Hitler, pero la relación entre ambas naciones mejoró lentamente, aunque sin grandes gestos por ninguna de las dos partes para no desagradar a la opinión pública nacional. La mejora de relaciones no conllevó, por otra parte, un empeoramiento de la situación diplomática de Polonia con la URSS, con la que Polonia y sus vecinos firmaron el 3 de julio de 1933 la convención de Londres. Mientras, tras la gran victoria nazi en las elecciones locales en Danzig en mayo, Hitler ordenó a sus correligionarios de la ciudad abandonar la anterior provocación y adoptar una actitud más conciliadora con Varsovia. En el verano, las autoridades de la ciudad firmaron diversos acuerdos con las polacas. El conflicto arancelario entre ambos países, que había durado ocho años, también acabó con un acuerdo firmado el 7 de marzo de 1934, tras conversaciones iniciadas a principios de octubre de 1933, un paso más en la mejora en las relaciones bilaterales.

### Conversaciones finales

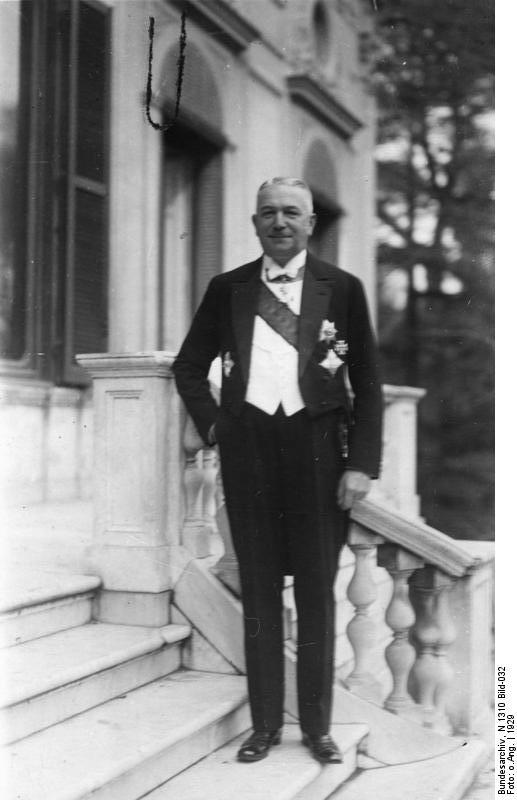
Konstantin von Neurath, ministro de Asuntos Exteriores alemán y firmante del tratado, prefería mantener, al contrario que Hitler, la orientación prosoviética en política internacional frente al acuerdo con Polonia.

En octubre el mariscal polaco tanteó al general francés Maxime Weygand sobre el posible socorro francés a Polonia en caso de un ataque alemán. La respuesta recibida mostraba que Francia no estaba dispuesta a un respaldo incondicional a Polonia, ni siquiera a cumplir con sus obligaciones según el tratado de alianza de 1921. Alemania había abandonado la conferencia de desarme y la Sociedad de Naciones ese mismo mes (14 de octubre de 1933), y Piłsudski deseaba conocer la situación armamentística alemana y la disposición de Francia en caso de necesidad. Ante el aislamiento alemán y la falta de apoyo francés, Piłsudski se decidió finalmente a tratar de lograr un acuerdo con Alemania. Hitler, interesado en rebajar temporalmente la tensión con Polonia mientras reforzaba su posición interna, también estaba interesado en pactar con el Gobierno de Varsovia.
Como consecuencia, comenzaron la conversaciones para lograr un acuerdo entre Alemania y Polonia en noviembre. El Gobierno alemán se había mostrado alarmado por los rumores sobre una propuesta polaca de ataque preventivo contra Alemania al Gobierno francés, que probablemente nunca se realizó, pero sirvió para presionar a los alemanes para que pactasen con el Gobierno de Varsovia. Mientras el Ministerio de Asuntos Exteriores mantenía su preferencia por una acercamiento con la URSS, que había sido la política tradicional alemana de entreguerras, Hitler prefirió un acuerdo con Polonia, reuniéndose secretamente con el embajador polaco el 15 de noviembre de 1933. El Ministerio de Asuntos Exteriores se mostró dividido ante los deseos de Hitler, aceptando algunos las conversaciones con los polacos mientras otros destacados funcionarios se oponían.
Ante la diferencia de opiniones en el ministerio, las negociaciones con Polonia se llevaron a cabo en secreto y sin la participación de muchos de sus miembros. Durante los dos meses siguientes hubo un intercambio de borradores hasta que se alcanzó el acuerdo sobre la redacción definitiva. Esta fue más genérica que las propuestas originales, concesión de Hitler a los descontentos de Asuntos Exteriores.
El 26 de enero de 1934, cuatro días antes del aniversario de su nombramiento como canciller, Hitler anunció la firma en Berlín de un pacto de no agresión con Polonia de diez años de duración. Firmaron el ministro de Asuntos Exteriores alemán Konstantin von Neurath y el embajador polaco, Lipski. El pacto fue ratificado por los dos países un mes después.

## Consecuencias

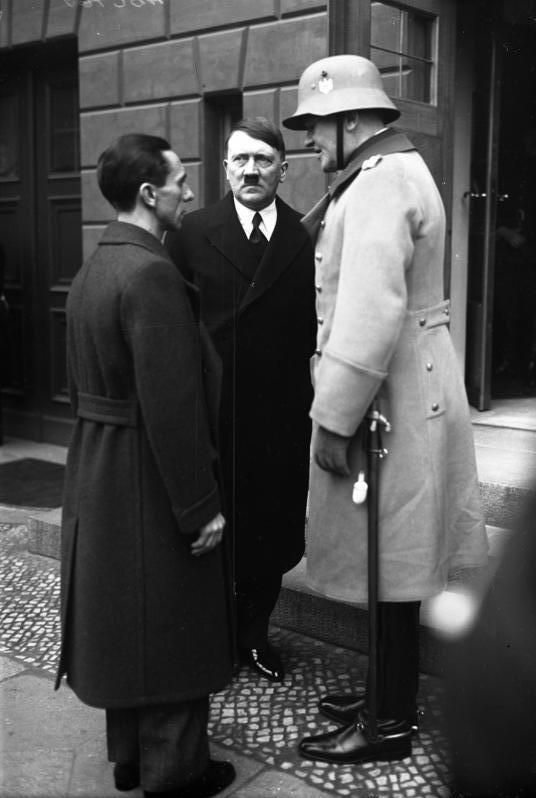
Hitler junto a Gobbels y Blomberg un mes después de la firma del pacto con Polonia. Hitler dio un giro a la anterior relación hostil entre los dos países, abandonando la anterior cercanía con la URSS.

La firma del pacto supuso el abandono temporal de la disputa, el fin del aislamiento internacional del Gobierno de Hitler tras el abandono de las negociaciones de desarme y de la Sociedad de Naciones y la posibilidad de debilitar la alianza franco-polaca. El régimen alemán logró debilitar la autoridad de la Sociedad de Naciones, ignorándola en sus negociaciones directas con Polonia, a la vez que la renuncia al uso de la fuerza para resolver las diferencias germano-polacas le permitía reforzar su propaganda a favor de la paz y calmar las suspicacias de las demás potencias tras su retirada de la Sociedad de Naciones y de las negociaciones sobre desarme. Lograba además debilitar aparentemente el sistema de alianzas francés. Durante el periodo de rearme secreto alemán, Hitler lograba asegurar su frontera oriental y proteger Danzig, para entonces gobernada por los nazis locales.
Supuso además un cambio en la forma de llevar las negociaciones internacionales en Alemania. Hitler, descontento con el papel de los diplomáticos de carrera en las conversaciones, dio un papel creciente a sus representantes personales en las negociaciones internacionales de Alemania, evitando en lo posible al Ministerio de Asuntos Exteriores.
Pilsudski y Beck quedaron muy satisfechos con el acuerdo, que impresionó a la opinión pública polaca. Para Polonia produjo un alivio temporal de la presión alemana y el equilibrio de su relación con sus principales vecinos, tras la firma del acuerdo de no agresión con la Unión Soviética en julio de 1932. Polonia mantenía así su política de equilibrio entre las dos potencias vecinas. El acuerdo le servía de sustituto parcial de la alianza francesa, cada vez más insatisfactoria como contrapeso a Alemania, y como seguridad frente a esta una vez que la Sociedad de Naciones parecía no servir como salvaguarda ante el abandono alemán de esta. Según avanzó la década, el Gobierno polaco se mostró cada vez más reacio a tomar medidas que pusiesen en peligro su acuerdo con Alemania y no actuó para frenar el rearme alemán. Los responsables políticos polacos fiaron equivocadamente en que Hitler mantendría el pacto incluso cuando ya no servía sus intereses.
El régimen polaco consideraba a Hitler menos peligroso que sus predecesores prusianos, menos interesado en Polonia y más en las reformas internas. El estado del rearme alemán a finales de 1933, además, no parecía aún suficientemente preocupante. Pero sí preocupaban las posibles concesiones francesas al rearme alemán. La situación de la hacienda polaca, muy afectada por la Gran Depresión, imposibilitaba además siquiera una movilización parcial.
Para Stalin fue un revés, que cercenaba la anterior cercanía germano-soviética cimentada en el Tratado de Rapallo y aislaba temporalmente a la Unión Soviética en sus relaciones internacionales. Las relaciones polaco-soviéticas, por el contrario, no se vieron afectadas negativamente inmediatamente.
El acuerdo se interpreta a menudo como un duro golpe al sistema de alianzas francés en el Este europeo, pero, en realidad, para entonces era un sistema muy debilitado. Francia llevaba años dispuesta a aceptar exigencias alemanas sobre Polonia que la hubiesen convertido en un satélite de Alemania. Polonia incluyó además una cláusula que preservaba sus anteriores alianzas y aseguró al embajador francés su disposición a cooperar si Francia llevaba a cabo una «política activa hacia Alemania». A pesar de esto, el Gobierno francés, que no había sido avisado ni consultado por los polacos en la última fase de las negociaciones y había recibido desmentidos sobre la posibilidad de pacto de los responsables diplomáticos polacos, quedó sorprendido y disgustado.
El acuerdo fue para Hitler simplemente una medida temporal que, como muchas otras de la época, descartó sin dudar cuando dejó de servir a sus intereses. Hitler declaró el pacto rescindido durante un discurso ante el parlamento alemán el 28 de abril de 1939, durante el aumento de la tensión entre los dos países que desembocó en la Segunda Guerra Mundial en el otoño, utilizando como justificación la garantía británica y el acuerdo de ayuda mutua entre Gran Bretaña y Polonia alcanzados pocos días antes.